# 無限精機
無限精機（Mugen Seiki、株式会社無限精機）とは、R/Cエンジンカーの製造及び販売、R/Cカーレースの主催などを中心に活動している会社である。

## 概要
R/Cエンジンカー（オフロード＆オンロードレーシングカー、ツーリングカー）及びそれに付随するパーツを製造し、世界各国の代理店を通して世界中に販売している。国内を始め世界中のR/Cカーレースの主催、参加活動も行っている。自社ブランドであるレーシングエンジン"NINJA"を世界中に販売している。

## 歴史
R/C業界への参入は1982年。同年に開催の1/12電動カー世界選手権をターゲットに国産初のボールデフ（横堀模型（現・ヨコモ）が協力）を備え、ROARのルールに基づく1/12の電動カー「K2−X」を開発し参入。aykでRXシリーズを設計していた菊池氏が設計し、愛沢隆志氏一緒に無限精機に移った。メインのサーキットは千葉のフタバサーキットであった。
続いてマイナーチェンジ版のK2-X '83、1983年春には武田訓政氏設計による3Pマシン、K2-Xスピリット、翌年J２規格ながらオーバーオールウィンを目指したK2-Xコスミックを発売。1985年末にSR-テンペスト、翌年発売のスーパーテンペストと、電動レーシングカーを開発、販売していた。全日本ではたびたび上位を争うが、優勝はできなかった。
1985年には、1/10電動バギーAWSのブルドック、87年には4WDのマーキュリーを発売。
1986年に、ストリーム21で1/8エンジンバギーに参入。つづいてスポルトを開発、販売した。
2017年には、1/10EPツーリングカー「MTC1」を発売した。

## 主な製品

### R/Cカー
1/8スケール
- GPツーリング
- GPレーシングバギー、レーシングトラギー
- EPツーリング
- EPレーシングバギー、レーシングトラギー

1/10スケール
- GPツーリング、レーシング
- EPツーリング

### R/Cカー用エンジン
| エンジン名 | 排気量 [cc] | 出力               | 実用回転数 [rpm] | 重量 [g] |
| ---------- | ----------- | ------------------ | ---------------- | -------- |
| JX21B03    | 3.46        | 2.65ps / 34,000rpm | 4,000 〜 42,000  | 360      |
| JX21B02    | 3.49        | 2.55ps / 33,000rpm | 4,000 〜 33,000  | 361      |
| JX21B01A   | 3.46        | 2.48ps / 33,000rpm | 3,000 〜 40,000  | 361      |
| JX21B01    | 3.46        | 2.48ps / 33,000rpm | 3,000 〜 40,000  | 374      |

※1PS=735.5W (馬力)
| エンジン名 | 排気量 [cc] | 最高出力回転 [rpm] | 重量 [g] |
| ---------- | ----------- | ------------------ | -------- |
| MR21R01A   | 3.49        | 48,000             | 328      |
| MR21B01A   | 3.49        | 43,000             | 363      |
| MR28M01A   | 4.60        | 43,000             | 370      |
| MR12T01A   | 2.10        | 45,000             | 225      |